# Рудбар (дегестан, остан Марказі)
Рудбар (перс. رودبار) — дегестан в Ірані, в Центральному бахші, в шагрестані Тафреш остану Марказі. За даними перепису 2006 року, його населення становило 3656 осіб, які проживали у складі 1133 сімей.

## Населені пункти
До складу дегестану входять такі населені пункти:
- Агмадабад
- Агмадіє
- Беклік
- Васмак
- Ґазаванд
- Гафтан-е Олія
- Гафтіян
- Гаше
- Ґовдже-Ґоль
- Джофтан
- Джуркін
- Дізак
- Кара-Джакая
- Кезелькаш
- Коглу-є Олія
- Коглу-є Софла
- Куксіґерд
- Куре
- Куше-Хані
- Новбагар
- Самар-Дашт
- Тіразабад
- Фарак
- Фесенґан
- Флуджерд
- Шулак